# Bernhard Günter
Bernhard Günter (* 1957 in Neuwied) ist ein deutscher Komponist und Improvisationsmusiker (Sopran-, Altsaxophon, Klarinette, Gitarre, Live-Elektronik). Seine Kompositionen sind von Morton Feldman beeinflusst.

## Leben und Wirken
Günther spielte zunächst Tabla und war vom Free Jazz beeinflusst. Dann wechselte er zum Schlagzeug und zur Jazzgitarre. In den 1980er Jahren studierte er in Paris am IRCAM bei Pierre Boulez; dabei wendete er sich der elektronischen Musik zu und erweiterte seinen Zugang durch den Einbezug von Sampling. Anders als etwa John Oswald, John Wall, oder David Shea geht es ihm nicht um die Wiedererkennbarkeit der Geräusche. Für ihn entscheidend ist die subjektive Wahrnehmung, wobei er drei Zustände unterscheidet („Dauer“, „Hier“ und „Jetzt“).
Sein erstes Album Un peu de neige salie (1993) wurde in The Wire’s “100 Records That Set the World on Fire (While No One Was Listening)” gelistet. „Ein Abgrund der Stille und Leere tut sich hier vor dem Hörer auf, sofern er gewillt ist, sich dieser Erfahrung leisester Töne auszusetzen.“ Während seine Musik zunächst auf Click-Geräuschen und Sinuswellen-Pinselstrichen aufbaute, ist sie in den nächsten Jahren komplexer geworden, ist aber weiterhin von Ruhe gekennzeichnet. Er arbeitete auch mit anderen Klangkünstlern wie John Duncan, Ralf Wehowsky, Asmus Tietchens, Richard Chartier und Merzbow zusammen. In den letzten Jahren improvisierte er mit Heribert Friedl, Gary Smith oder Guillaume Séguron. Mit dem Musiker Ingo Weiß bildet er das Improvisationsduo brachklang.
1995 gründete er sein eigenes Label, Trente Oiseaux. Seine Komposition the ant moves / the black and yellow carcass / a little closer wurde 1999 bei der Verleihung des Prix Ars Electronica hervorgehoben.

## Diskographische Hinweise
- Un peu de neige salie (1993)
- Buddha with the Sun Face/Buddha with the Moon Face (1998)
- Time, Dreaming Itself (1999)
- Crossing the River (2001)
- Redshift/Abschied (2001)
- Workshop (Rude Awakening / Microscope 2008)